# Mammillaria moelleriana
Mammillaria moelleriana es una biznaga de la familia de los cactos (Cactaceae). La palabra mammillaria viene del latín mamila = pezón o teta, y de aria = que posee, lleva, es decir, ‘que lleva mamilas’, refiriéndose a los tubérculos.

## Nombres comunes
- Español: biznaga de Moeller,[3] biznaga de Cowper.

## Descripción de la especie
Es un cactus que tiene crecimiento simple. Es de forma globosa a cilíndrica, de hasta 10 cm de altura y de 2.5 a 6 cm de diámetro. Las protuberancias del tallo (tubérculos) son ovoides, de color verde y presentan jugo acuoso, el espacio entre ellos (axilas) poseen lana. Los sitios en los que se desarrollan las espinas se denominan  aréolas, en esta especie tienen forma ovada, con más o menos 50 espinas, de 8 a 10 de ellas se localizan en el  centro de la aréola (centrales) y una de ellas es ganchuda; son de color amarillo o pardo rojizas y más largas que las espinas de la orilla (radiales), las cuales son de color blanco amarillento. Las flores son pequeñas y tienen forma de embudo, miden casi 2 cm de longitud y son de color amarillo o rosadas. Los frutos tienen forma de chilitos, son de color blanco verdoso, y las semillas de color negro. Es polinizada por insectos y se dispersa por semillas.

## Distribución
Esta especie es endémica de México, se distribuye en los estados de Durango y Zacatecas, en la sierra de Chapultepec, en la parte noroeste de la cuenca del río Moctezuma.

## Hábitat
Se desarrolla entre los 2250 a 2600 m s. n. m., en bosques de pinos (Pinus).

## Estado de conservación
Debido a sus características, esta especie ha sido extraída de su hábitat para ser comercializada de manera ilegal, aunque no se tiene cuantificación del daño que esto ha producido a las poblaciones. Se considera en la categoría de Sujeta a Protección Especial (Pr) de la Norma Oficial Mexicana 059. En la lista roja de la UICN se considera bajo el estatus de Preocupación Menor (LC).

## Importancia cultural y usos
Ornamental